# Léon Jouhaux
Léon Jouhaux (ur. 1 lipca 1879 w Paryżu, zm. 28 kwietnia 1954 tamże) – francuski działacz związkowy, laureat pokojowej Nagrody Nobla (1951).
W latach 1909–1947 był sekretarzem generalnym Powszechnej Konfederacji Pracy (po II wojnie światowej także delegatem w ONZ), a następnie założycielem rozłamowej Powszechnej Konfederacji Pracy-Siła Robotnicza. Współzałożyciel Międzynarodowej Organizacji Pracy i Międzynarodowej Konfederacji Wolnych Związków Zawodowych, w latach 1945–1948 pełnił funkcję wiceprzewodniczącego Światowej Federacji Związków Zawodowych.